# Atacta crassiceps
Atacta crassiceps är en tvåvingeart som beskrevs av Aldrich 1925. Atacta crassiceps ingår i släktet Atacta och familjen parasitflugor. Inga underarter finns listade i Catalogue of Life.